# Käthe und ich: Der kleine Ritter
Der kleine Ritter ist ein deutscher Fernsehfilm von Oliver Liliensiek aus dem Jahr 2022. Es handelt sich um die neunte Folge der ARD-Reihe Käthe und ich. Die deutsche Erstausstrahlung erfolgte am 19. Januar 2024 auf dem Sendeplatz Endlich Freitag im Ersten.

## Handlung
Als Jule für zwei Wochen in den Urlaub fährt, zieht Pauls Adoptivmutter Helga bei ihm ein, um ihn im Haushalt zu unterstützen.
Da bittet Dr. Madaki, Lehrerin an der hiesigen Schule, Paul um Hilfe: Die Mutter ihres Schülers Faris Salem ist seit mehreren Tagen nicht zu erreichen. Obwohl die alleinerziehende Mutter – Fariz' Vater ist ein Jahr zuvor an Krebs gestorben – mehrere Jobs bewältigen muss, war sie bisher immer zuverlässig. Faris sagt, seine Mutter hätte viel zu tun. Auf Frau Dr. Madaki wirkt er unkonzentriert, müde und traurig.
Laut der Kioskbesitzerin gegenüber von dem Zuhause der Salems ist die Mutter angeblich in Urlaub, aber sie kann sich nicht vorstellen, dass sie ihren Sohn alleine zuhause lassen würde.
Paul schafft es, dass Faris ihn in die Wohnung lässt und mit ihm spricht. Dort liegt ein Schreiben mit einer Räumungsklage; während das Schlafzimmer der Mutter ordentlich aufgeräumt ist, ist die Küche seit Tagen in einem unordentlichen Zustand. Paul bringt Faris erstmal bei sich unter. Helga und Eric sind dafür, die Polizei nach der Mutter suchen zu lassen; Paul jedoch will noch keine Maschinerie in Gang setzen.
Paul erkundigt sich bei seinem Freund, dem Polizisten Denniz, wie man möglichst unbürokratisch helfen kann. Dieser will beim Jugendamt seine Bekannte Jessy zu Rate ziehen. Auf dem Jugendamt treffen sie lediglich Jessys Krankheitsvertretung Frau Tönnissen an. In der Wohnung der Salems finden Paul und Denniz eine Reihe von Schreiben über eine geplante Mieterhöhung für die Wohnung sowie das Handy von Fariz' Mutter, auf dem sie schon seit sechs Tagen nicht mehr aktiv war.
Paul und Helga finden schließlich heraus, dass Fariz' Mutter in einer alten Mühle für eine Prüfung lernt und keine Ahnung hat, dass Fariz alleine in der Wohnung ist. Sie macht eine Fortbildung zur Tierpsychologin und vermutet, dass Fariz dafür sorgen wollte, dass sie in Ruhe für ihre Abschlussprüfung lernen kann. Frau Tönnissen sieht in der Situation eine Überforderung für Fariz und will ihn in einer Pflegefamilie unterbringen und das Familiengericht einschalten. Paul sorgt dafür, dass Fariz bei Dr. Madaki unterkommen kann. Fariz ist enttäuscht von Paul, weil dieser versprochen hat, dass alles gut wird.
Eric muss die Avancen von Joe ablehnen, der mit Jasminas Hilfe aushilfsweise in der Tierarztpraxis arbeitet und auf diese Weise Eric näher kommen wollte. Eric macht Jasmina Vorwürfe, das sie ihn mit Joe verkuppeln wollte.
Frau Salem teilt Frau Tönnissen mit, dass sie ihr Vorgehen für unangemessen hält, einer Inobhutnahme nicht zustimmt, das Familiengericht einschalten sowie eine Dienstaufsichtsbeschwerde gegen Frau Tönnissen einreichen will. Ferner hat sie einen Termin beim Mieterverein. Ein Versuch von Frau Tönnissen, mit Fariz zu reden, schlägt fehl.
Bei der außergerichtlichen Anhörung meint der zuständige Richter, dass Frau Salem nichts mehr gegen den Räumungstitel machen kann, weil die Fristen verstrichen sind und der Vermieter auf der Räumung besteht; Frau Salem verspricht, sich etwas einfallen zu lassen. In Bezug auf den Antrag auf Kontaktverbot wegen des Vorwurfs der Parentifizierung will er zunächst Frau Salem die Möglichkeit geben, die Situation zwischen sich und ihrem Sohn zu klären, sowie ein Gutachten abwarten.
Helga, die Frau Tönnissen noch aus der gemeinsamen Schulzeit kennt, bittet diese um ein Gespräch. Als Helga an ihr Einfühlungsvermögen appelliert, erzählt Frau Tönnissen, deren Mutter die Familie alleingelassen hat, dass sie als Kind darauf bedacht war zu verbergen, dass ihr Vater Alkoholiker war; daher könne sie sich gut in Fariz hineinversetzen.
Als Frau Salems Wohnungssuche keinen Erfolg hat, kommt Paul auf die Idee, dass sie vorübergehend mit ihrem Sohn bei ihm auf seinem Gutshof einziehen kann. Frau Tönnissen zeigt sich mit diesem Zwischenstand zufrieden. Zudem verspricht Eric, Frau Salem als Tierpsychologin Kundschaft zu vermitteln.
Helga ermuntert Frau Tönnissen, mit der Vergangenheit Frieden zu schließen, weil es schade um die verlorene Zeit ist. Fariz darf bei seiner Mutter bleiben; Frau Tönnies entschließt sich, ihren Vater im Pflegeheim zu besuchen.

## Hintergrund
Der kleine Ritter wurde zusammen mit der zehnten Folge Sommerliebe vom 14. Juni bis zum 11. August 2022 in Waren an der Müritz, Biesenthal und Berlin gedreht. Produziert wurde der Film von der Bavaria Fiction GmbH.

## Rezeption

### Einschaltquote
Die Erstausstrahlung am 19. Januar 2024 im Ersten wurde von 3,66 Millionen Zuschauern gesehen, was einem Marktanteil von 13,7 % entspricht.

### Kritiken
Die Kritiker der Fernsehzeitschrift TV Spielfilm zeigten mit dem Daumen nach oben und vergaben für Humor, Anspruch und Spannung je einen von drei möglichen Punkten. Das Fazit lautete: „Berührende Geschichte mit Happy-End-Garantie“.